# Patrice Buisset
Patrice Buisset, né le 28 août 1957 à Maubeuge (Nord), est un footballeur français évoluant au poste d'arrière latéral de 1976 à 1986.

## Carrière de joueur
| Club                  | Période        | Division             | Matchs | Buts |
| US Maubeuge           | Formation-1976 | PH                   |        |      |
| Stade de Reims        | 1976-1979      | Ligue 1              | 83     | 2    |
| Stade de Reims        | 1979-1981      | Ligue 2              | 56     | 2    |
| CS Fontainebleau      | 1981-1983      | Ligue 2              | 71     | 6    |
| Roubaix Football      | 1983-1984      | Ligue 2              | 26     | 1    |
| AEPB La Roche-sur-Yon | 1984-1985      | Ligue 2              | 32     | 2    |
| US Dunkerque          | 1985-1986      | Ligue 2              | 34     | 7    |
| Sainte-Menehould      | 1986-1988      | Champagne-Ardenne    |        |      |
| CO Châlons-sur-Marne  | 1988-1989      | DH Champagne-Ardenne |        |      |

## Carrière d'entraîneur
- : Soissons: R2..R1
- : Épernay : (1995-1996)        National 2
- : Guingamp  NATIONAL 2 (Réserve Professionnelle et formation)
- : Gazelec Ajaccio :  - National
- : Chine : LIGUE 1 CHINOISE à WUHAN
- : Qatar : Coach  de L'EQUIPE NATIONALE U-17
- : Tunisie : DIRECTEUR TECHNIQUE FORMATION DU CLUB AFRICAIN DE TUNIS
- : STADE DE REIMS : National 2 (Réserve Professionnelle et formation)
- : Algérie : LIGUE 1 ALGERIENNE au MOULOUDIA CLUB d' ALGER
- Bénin : équipe nationale "A"
- : Stade de Reims : Formation
- : Togo : équipe nationale "A"

## Palmarès
- International espoirs en 1977
- Finaliste de la Coupe de France en 1977 contre l’AS Saint Étienne (avec le Stade de Reims, buteur en 1/8 à Monaco et en 1/2 à Nice).
- International militaire (coupe du monde en Syrie) en 1977